# Дуб каштанолистный
Дуб каштаноли́стный (лат. Quércus castaneifólia) — листопадное дерево, вид рода Дуб (Quercus) семейства Буковые (Fagaceae). Входит в секцию Cerris подрода Cerris. Дубы этой секции называют пробковыми по одноимённому виду дуба. Латинское название секции взято от дуба австрийского. 
Дуб каштанолистный существует с миоцена.

## Ботаническое описание

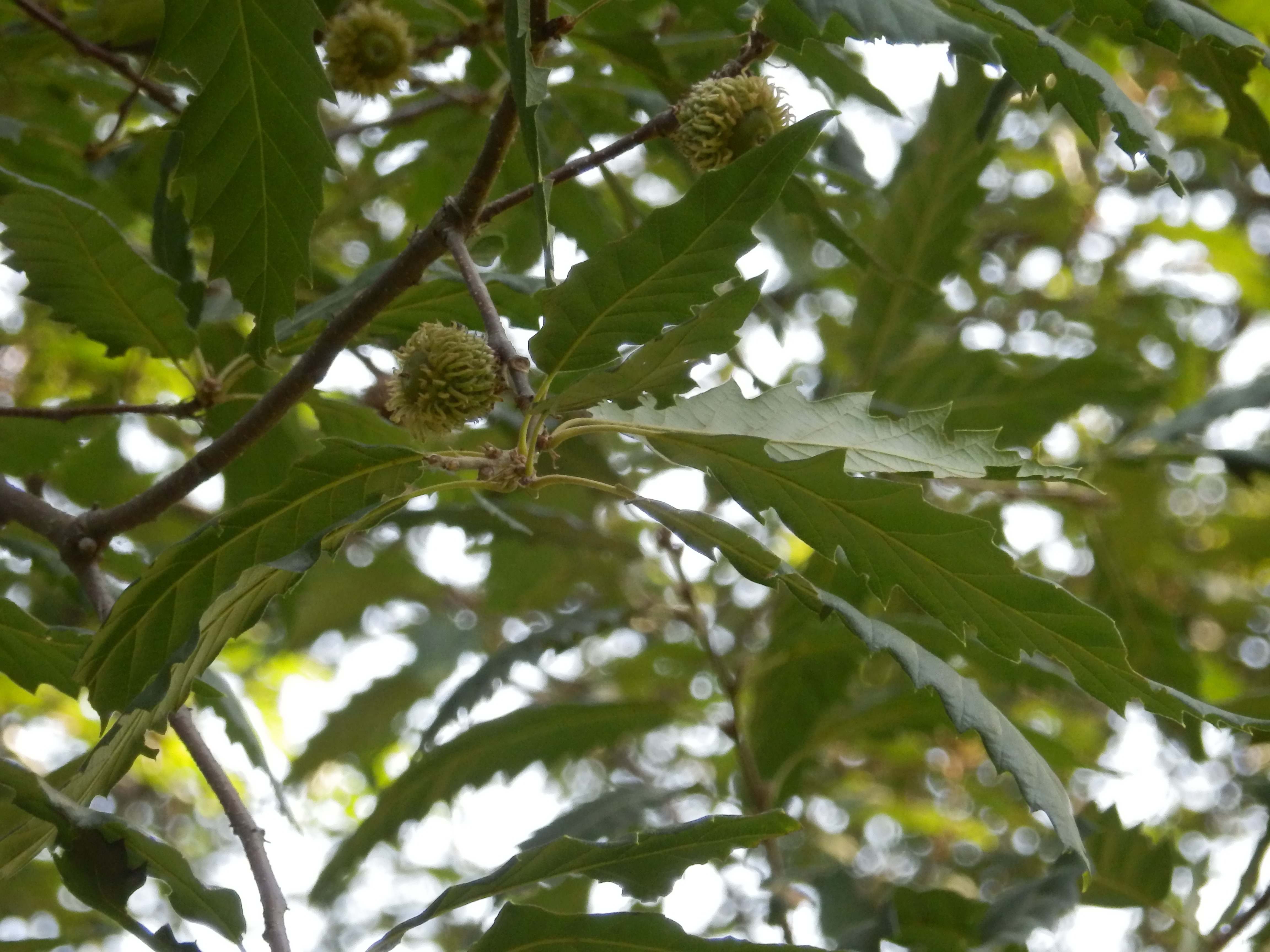
Плоды дуба каштанолистного

Красивое дерево до 25—40(45) м высотой, со стройным стволом с диаметром до 160 см, с гладкой серой корой на молодых ветвях, тёмной, глубокотрещиноватой на стволах, с широкой шатровидной кроной у одиночных деревьев.
Молодые ветви покрыты густым жёлто-серым опушением, годовалые — почти голые.
Почки яйцевидные, острые, с красновато-бурыми, опушёнными чешуями, окружены длинными (до 1,5 см длины), линейными, густо опушёнными прилистниками.

### Листья

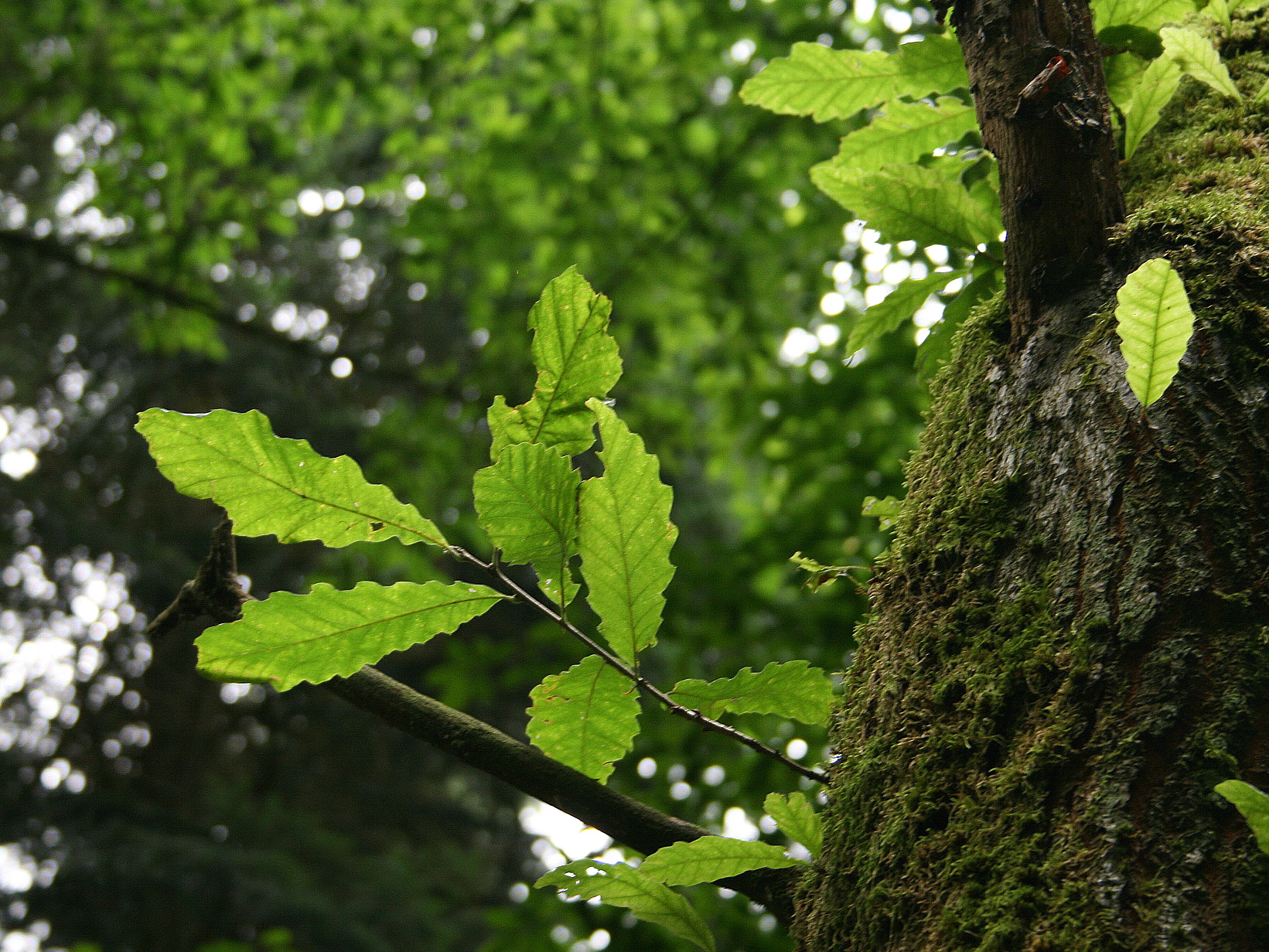
Ветка дуба каштанолистного

Черешки опушённые, до 2 см длиной. Листья похожи на листья каштана посевного (съедобного), в основании клиновидные, закруглённые или слегка сердцевидные, удлинённо-обратноовальные или продолговато-эллиптические, 10—18 см длиной, 4—8 см шириной, с треугольной, острой конечной лопастью, по краю с (5)10—12(15) крупными, острыми, треугольными зубцами, углубления между которыми равны 1⁄5—¼ ширины пластинки, плотные, почти кожистые, сверху тёмно-зелёные, сначала тонко опушённые, потом почти голые, снизу серовато-белые от густого тонкого звездчатого опушения; или листья более широкие, с широкими тупыми зубцами или лопастями, на конце очень коротко приострёнными, углубления между которыми доходят до ½ и больше ширины пластинки, тогда листья снизу бледно-зелёные, почти голые; боковые жилки прямые или дугообразно изогнутые, направлены в зубцы. Осенью листья буреют и засыхают, но не все опадают.

### Соцветия и плоды
Пыльниковые серёжки 7—10 см длиной. Пестичные цветки и плоды одиночные или по 2—3, сидячие или на очень коротком, толстом плодоносе. Пестичные цветки 1—3(5) см длиной. Цветёт в апреле — мае.
Плюска полушаровидная, до 2 см высотой и 2,5 см в диаметре; чешуи её серо-опушённые, на конце буроватые и заострённые, нижние узкоовальные, отстоящие, средние и верхние до 1,5 см длиной, узколанцетные, назад отогнутые. Жёлуди длиной (1,5)2,5—3,5(4,5) см и шириной до 2,7 см, в 2—3 раза длиннее плюски. Развитие желудей происходит за один или два вегетационных периода. Жёлуди, развивающиеся за два вегетационных периода созревают в сентябре, а развивающиеся за один год — в октябре — ноябре. Плодоношение обильное: более 1500 желудей на дереве в возрасте около 100 лет.

## Распространение и экология
Ареал вида — Азербайджан, север Ирана. В Азербайджане — Ленкорань, предгорья Большого Кавказа, в Иране — по южному побережью Каспийского моря.
Образует чистые или с примесью других лиственных пород леса на низменностях и на высоте до 1800 м над уровнем моря. Одна из лесообразующих пород лесов Талышских гор. В древостой, наряду с ним, входят граб, парротия, альбиция ленкоранская, дзельква, карагач, ясень. Растёт быстро, доживает до 350 лет. Морозостоек и тенелюбив, засухоустойчив, но при сильной засухе сбрасывает листья.
Благодаря обильному плодоношению возобновляется быстро, но ущерб наносят мышевидные грызуны и пасущийся скот.
Насаждения этого дуба сильно пострадали из-за многовековой вырубки для использования его ценной древесины. Вид внесён в Красную книгу Азербайджана. Охраняется в Гирканском заповеднике.
В России введён в культуру в 1830 году в Никитском саду. Много плодоносящих особей в парках Сочи, Владикавказа. На Северном Кавказе значительные насаждения под Пятигорском. Характерен также и для Украины, где встречается в Тростянецком парке и дендрарии Весёлые Боковеньки. Введён в культуру с 1840 года в Западной Европе.

## Химический состав
Свежие плюски содержат до 20 % танидов, галлы листьев — до 30 %.
Пленка желудей содержит до 11 % дубильных веществ.

## Значение и применение
Желуди могут быть использованы для приготовления суррогата кофе и откорма свиней.
Введён в культуру в СССР в 1830 году Никитским ботаническим садов, в Западной Европе — в 1840 году. В Никитском ботаническом саду есть экземпляр высотой 12 м при диаметре ствола 76 см. Много деревьев имеется в парках Сочи, деревья там достигают 15 м высотой, на Северном Кавказе растёт во Владикавказе и под Пятигорском на плантации Опытной станции шелководства. Растёт также успешно на Украине и на юге Средней Азии.
Древесина высоко ценится по качеству и красоте, используется для производства пиломатериалов, паркета, бочек, строганого и лущёного шпона, в мебельной промышленности. Красноватая, в свежем виде с уксусным запахом, тяжёлая (плотность при 100 % влажности 1,0 г/см3, при 12 % — 0,97 г/см3), стойкая против гниения, но при сушке сильно коробится и растрескивается.
В народной медицине Азербайджана жёлуди дуба каштанолистного применяются при сахарном диабете.